# Эйнштейновский вакуум
Эйнште́йновский ва́куум — иногда встречающееся название для решений уравнений Эйнштейна в общей теории относительности для пустого, без материи, пространства-времени. Синоним — пространство Эйнштейна.
Уравнения Эйнштейна связывают метрику пространства-времени (метрический тензор gμν) с тензором энергии-импульса. В общем виде они записываются как
{\displaystyle G_{\mu \nu }+\Lambda g_{\mu \nu }={8\pi G \over c^{4}}T_{\mu \nu },}
где тензор Эйнштейна Gμν является определённой функцией метрического тензора и его частных производных, R — скалярная кривизна, Λ — космологическая постоянная, Tμν — тензор энергии-импульса материи, (π — число пи, c — скорость света в вакууме, G — гравитационная постоянная Ньютона).
Вакуумные решения этих уравнений получаются при отсутствии материи, то есть при тождественном равенстве нулю тензора энергии-импульса в рассматриваемой области пространства-времени: Tμν = 0. Часто лямбда-член также принимается равным нулю, особенно при исследовании локальных (некосмологических) решений. Однако при рассмотрении вакуумных решений с лямбда-членом (лямбда-вакуум) возникают такие важные космологические модели, как модель де Ситтера (Λ > 0) и модель анти-де Ситтера (Λ < 0).
Тривиальным вакуумным решением уравнений Эйнштейна является плоское пространство Минковского, то есть метрика, рассматриваемая в специальной теории относительности.
Другие вакуумные решения уравнений Эйнштейна включают в себя, в частности, следующие случаи:
- Космологическая модель Милна (частный случай метрики Фридмана с нулевой плотностью энергии)
- Метрика Шварцшильда, описывающая геометрию вокруг сферически симметричной массы
- Метрика Керра, описывающая геометрию вокруг вращающейся массы
- Плоская гравитационная волна (и другие волновые решения)